# اسپارویل (کانزاس)
اسپارویل (به انگلیسی: Spearville) شهری در ایالت کانزاس کشور ایالات متحده آمریکا است که جمعیت آن در سرشماری سال ۲۰۱۰ میلادی، ۷۷۳ نفر بوده‌است.

## نگارخانه

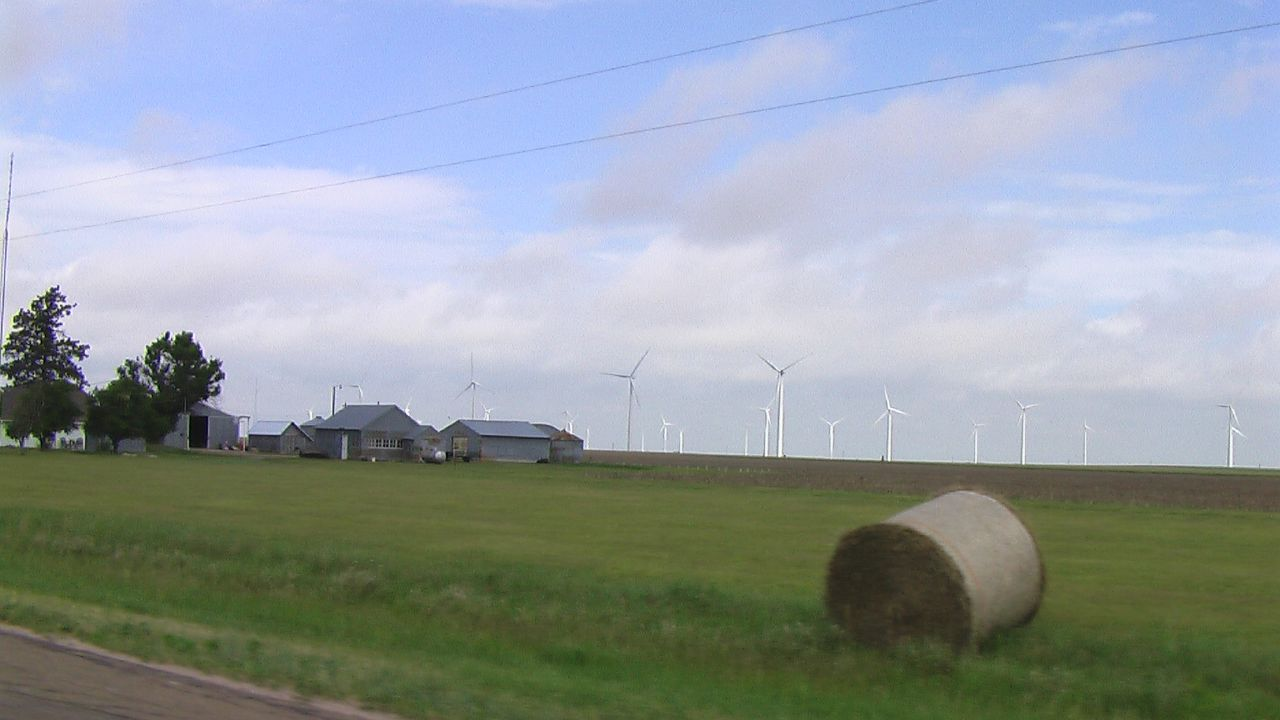
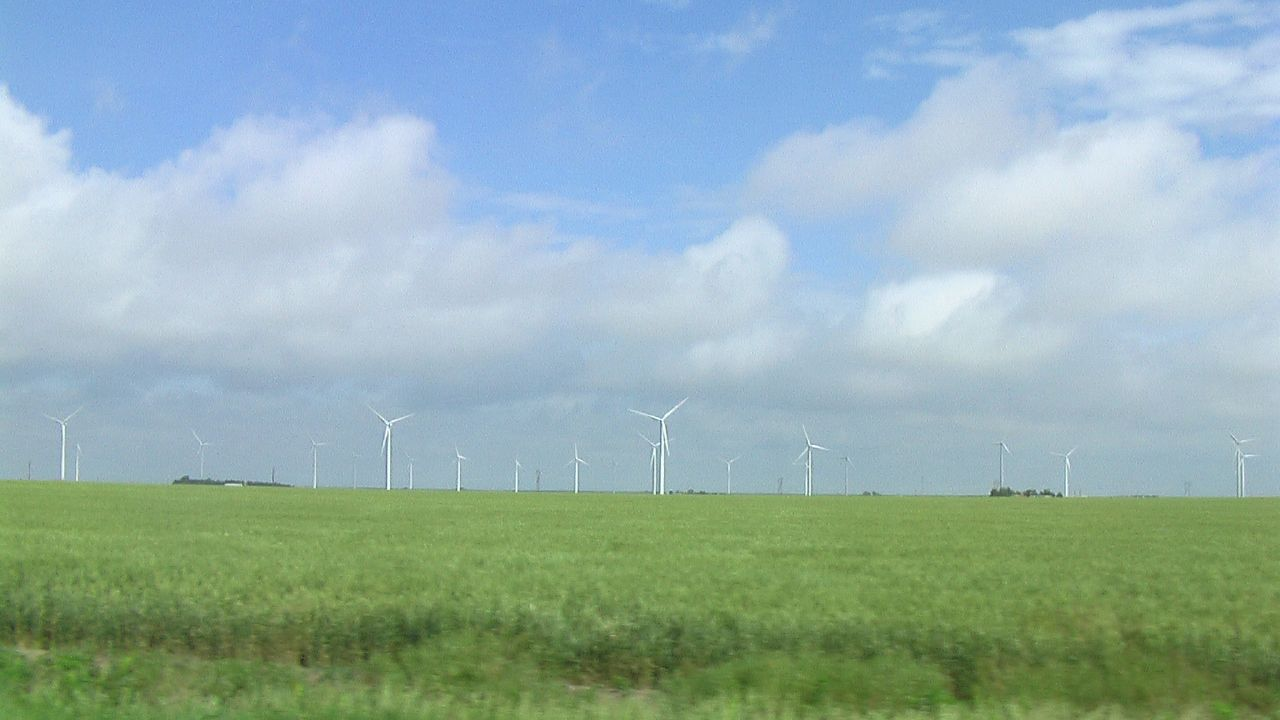